# پیساقا کونکا
پیساقا کونکا (به اسپانیایی: P'isaqa Kunka) یک کوه در پرو است که در Peru, Puno Region واقع شده‌است. پیساقا کونکا ۴٬۹۰۰ متر بالاتر از سطح دریا واقع شده‌است.